# Festão

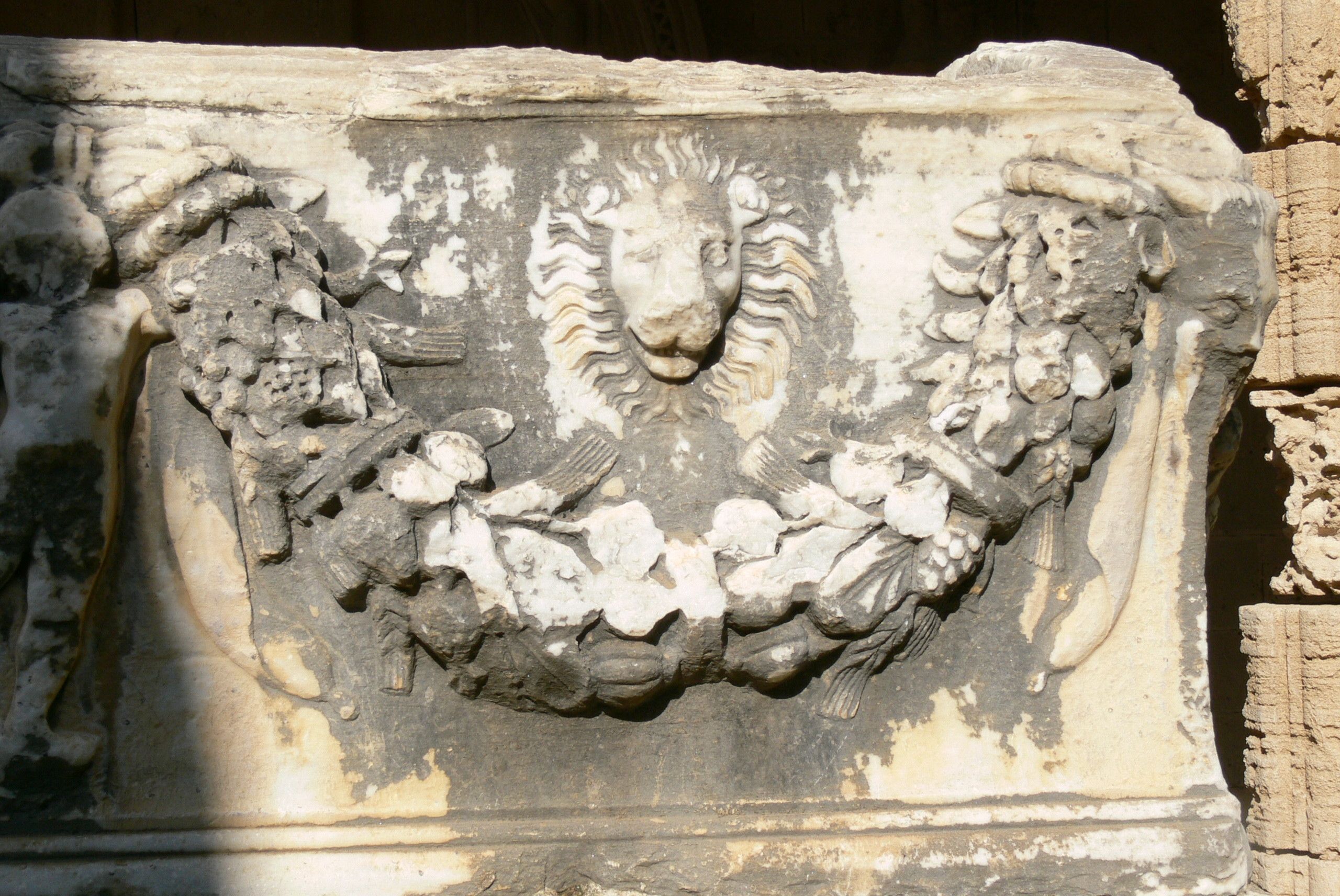
Mosteiro de Bellapais (em Chipre).

Festão (do francês feston e do latim festo) é uma coroa de flores ou guirlanda que, no jargão arquitetônico, tipicamente significa um ornamento esculpido na forma de um arranjo de flores, folhagens ou frutas suspenso por fitas.

## Origens e utilização
A origem do festão provavelmente está na representação em pedra das guirlandas de flores naturais que eram penduradas sobre as portas ou altares em dias festivos. Era utilizado tanto por gregos antigos quanto por romanos antigos como parte fundamental da decoração de altares, frisos e painéis. As extremidades das fitas eram, por vezes, arrematados por laços ou curvas elaboradas. Quando as folhas ou flores aparecem suspensas verticalmente, o ornamento é chamado de margent.
O motivo foi posteriormente revivido pela arquitetura neo-clássica e pelas artes decorativas, especialmente a cerâmica e a prataria. São muitas as variações sobre o design original: por exemplo, as fitas pode estar suspensas por nó decorado ou presas na boca de leões ou ainda suspensas nos chifres de touros, como é o caso do Templo de Vesta em Tivoli.

## Galeria

Imagens
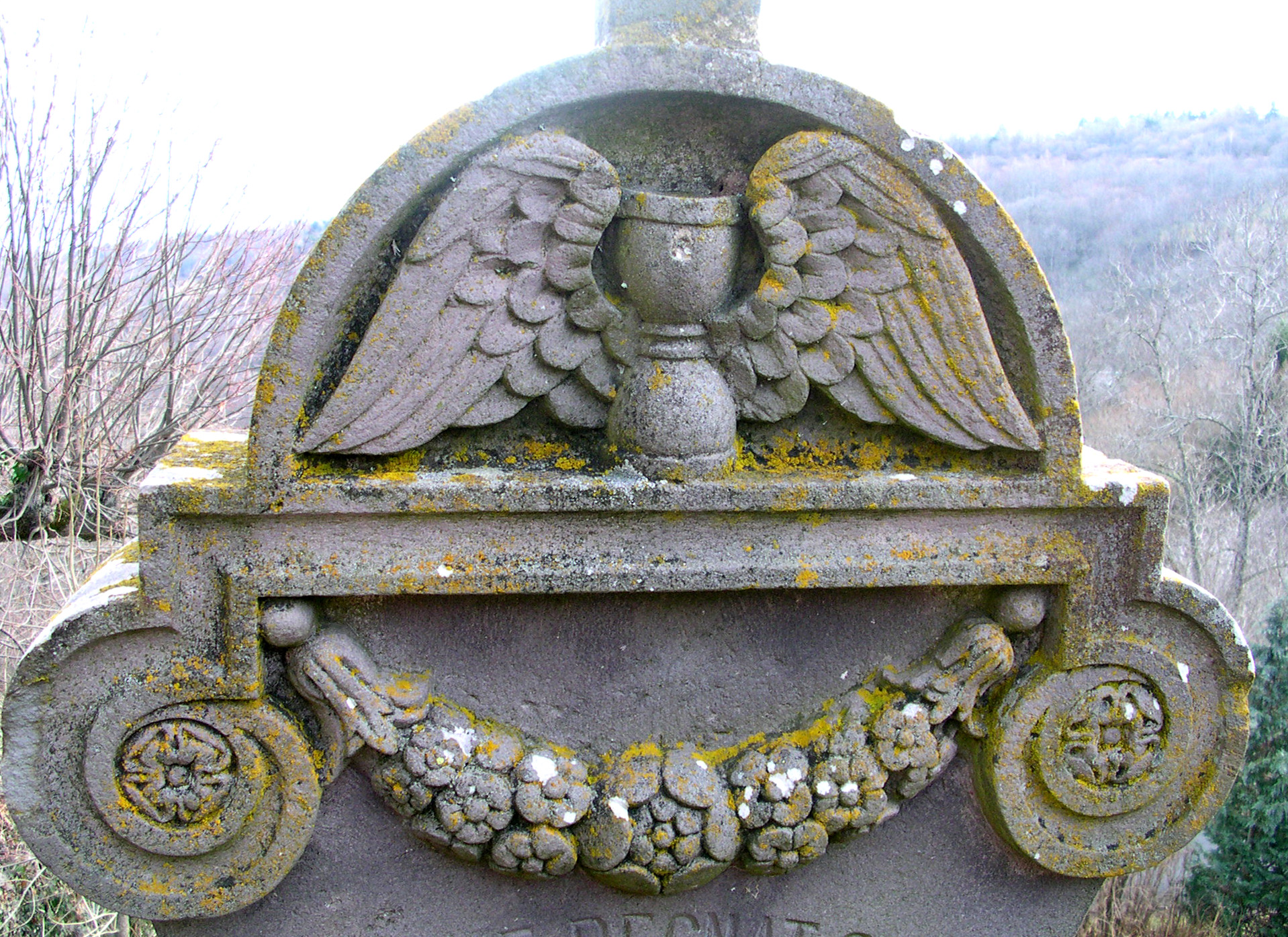
França
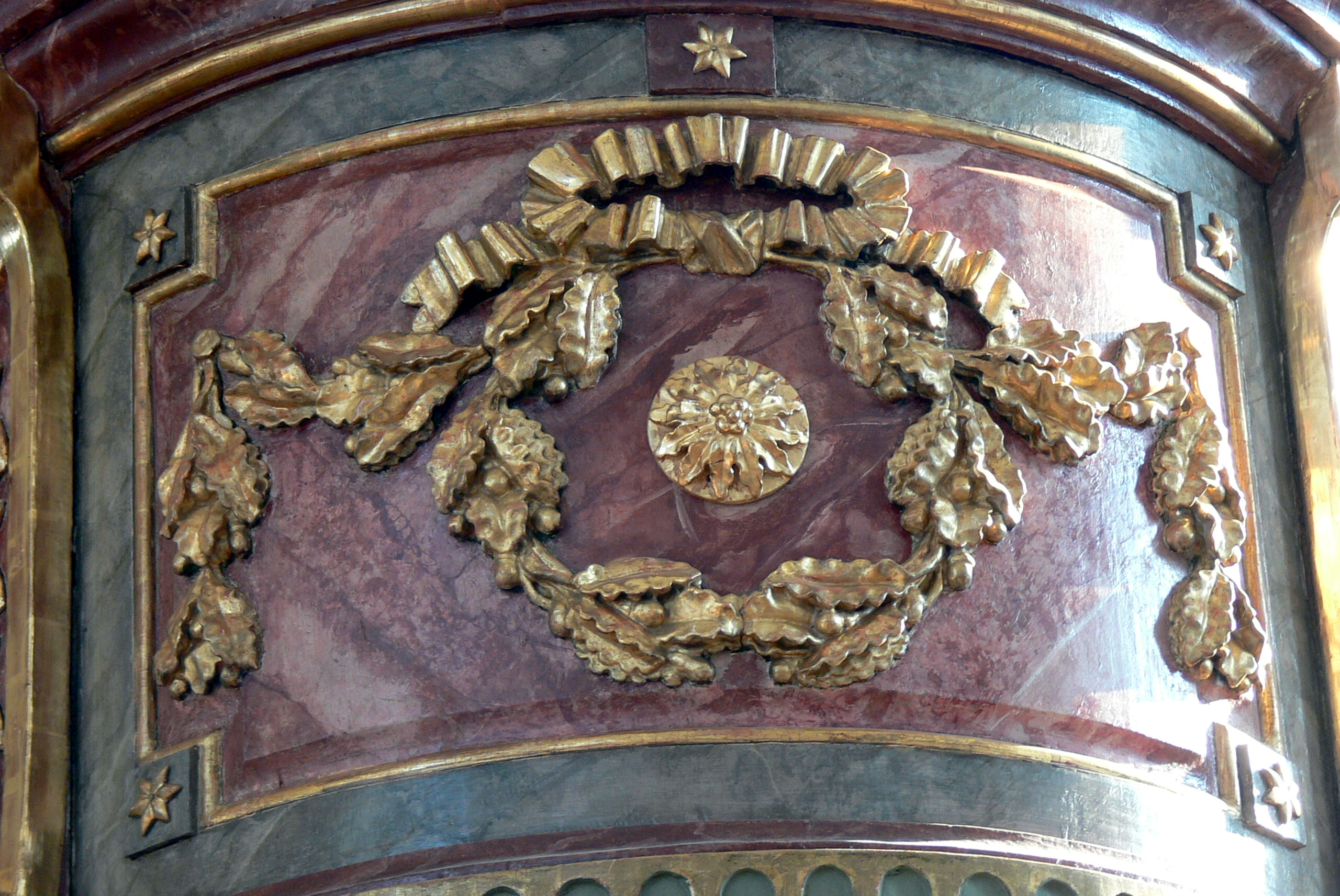
Alemanha
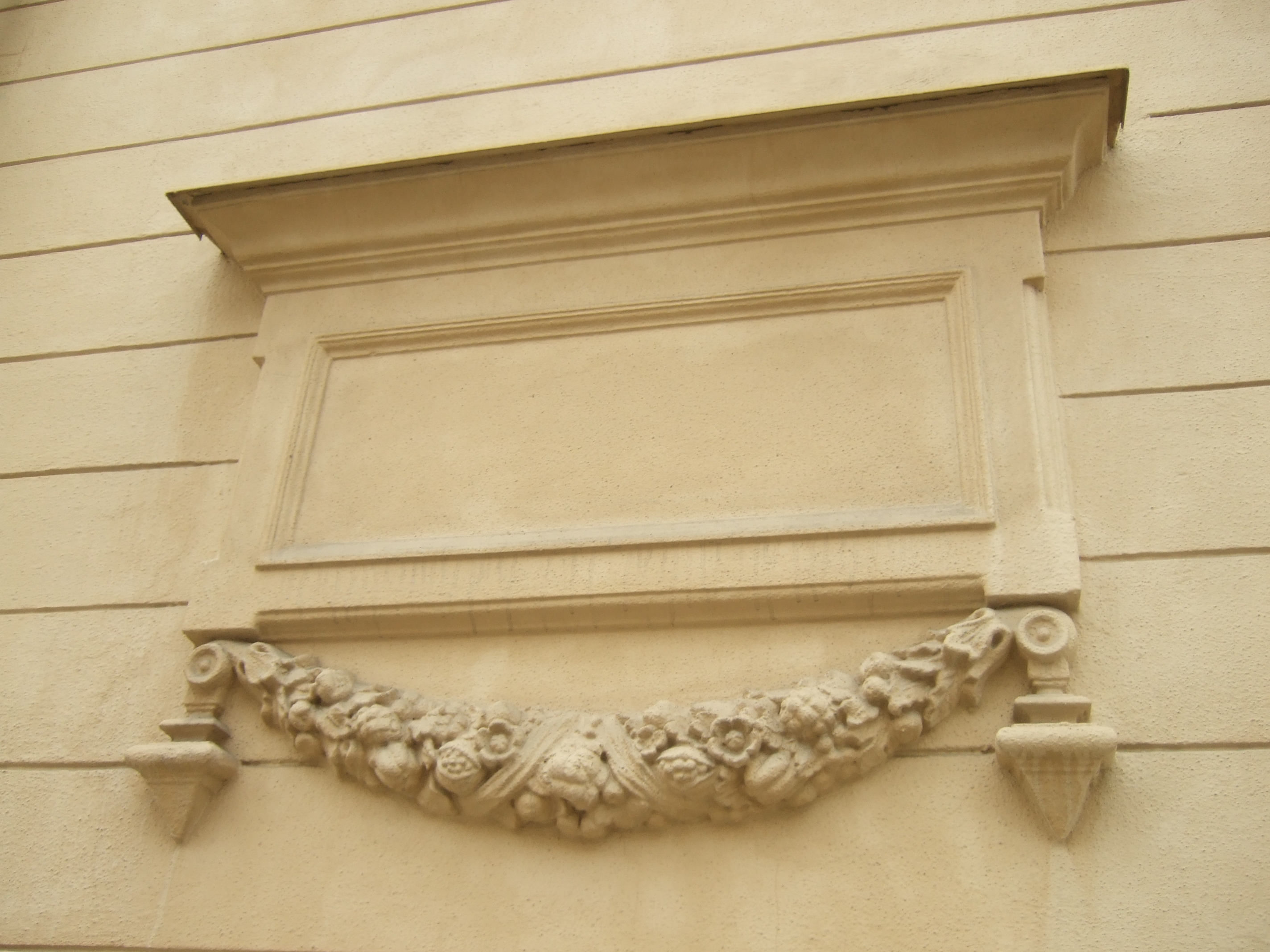
Suécia
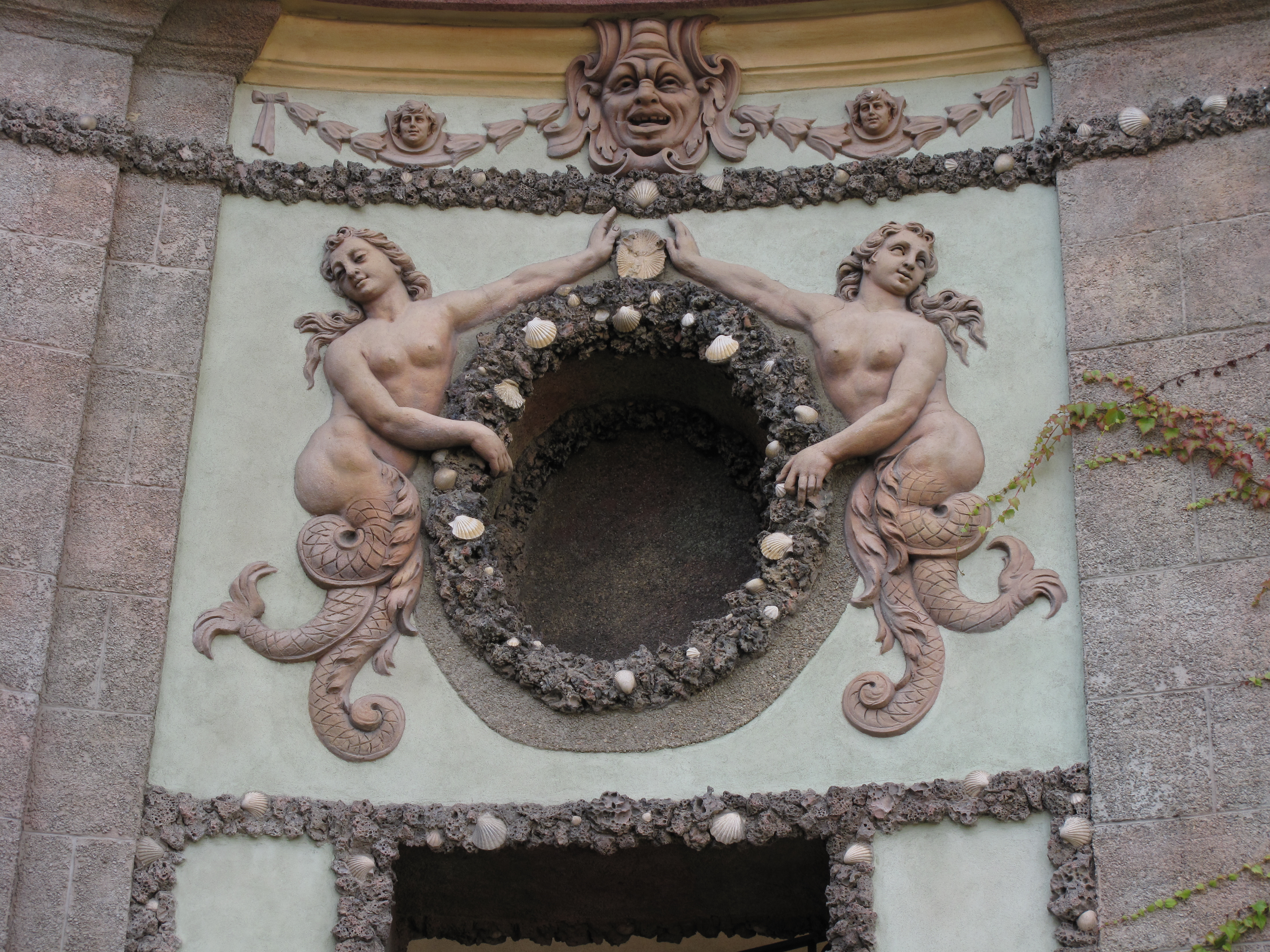
República Checa